# The Sadness
The Sadness (哭悲S, Kū bēiP) è un film del 2021 diretto da Rob Jabbaz, al suo debutto cinematografico.
Prodotto dalla Machi Xcelsior Studios e da David Barker, il film venne presentato in anteprima internazionale al 74° Locarno Film Festival.

## Trama
A Taiwan, esperti medici e funzionari governativi si scontrano con il virus "Alvin", un'infezione simile all'influenza. Il governo ha rifiutato di adottare misure su larga scala per prevenire la trasmissione di Alvin e molte persone comuni dubitano che il virus esista. Tuttavia, alcuni virologi temono che abbia il potenziale per mutare e causare gravi malattie.
Jim e Kat, una giovane coppia di Taipei, passano davanti a una scena del crimine insanguinata mentre vanno in motorino alla stazione ferroviaria. Jim lascia Kat alla stazione e poi va in un bar. Una vecchia intrisa di sangue con gli occhi neri e un'espressione folle aggredisce altri clienti del bar, sputando muco denso su uno di loro e ustionando un dipendente con olio da cucina bollente prima di strappargli la faccia. L'uomo su cui ha sputato attacca improvvisamente un altro cliente con un coltello. La donna insegue Jim in strada, dove viene investita da un'auto guidata da un uomo con gli stessi sintomi. Jim fugge di nuovo al suo appartamento a piedi, inseguito dagli abitanti infetti. Manda un messaggio a Kat di rimanere dove si trova, promettendole di salvarla. Il suo vicino lo aggredisce, tagliandogli due dita con delle cesoie da giardino. Jim riesce a scappare, usando un panno per coprire la ferita. Nel frattempo, il treno di Kat viene attaccato da due uomini infetti che pugnalano i passeggeri con dei coltelli e infettano altri, tra cui un uomo d'affari di mezza età che le aveva appena confessato la sua attrazione. Mentre i passeggeri appena infettati violentano e uccidono gli altri, Kat scappa dal treno con Molly, una donna che è stata pugnalata all'occhio dall'uomo d'affari dopo essere stato infettato. L'uomo d'affari li insegue attraverso la stazione ferroviaria con un'ascia, che usa per uccidere un uomo muscoloso che cerca di difenderli. Kat e Molly riescono a malapena a scappare dalla stazione ferroviaria mentre un dipendente di nome Kevin chiude l'ingresso, cosa che dice di aver fatto su ordine della polizia anche se ciò significava intrappolarli dentro con l'uomo d'affari.
Kat, Molly e Kevin arrivano all'ospedale, che è invaso da persone ferite dagli infetti. Il governo trasmette un messaggio di emergenza giurando di prendere il controllo della situazione, ma un generale dell'esercito infetto si gira e uccide il presidente con una granata in diretta televisiva. I pazienti dell'ospedale iniziano a farsi prendere dal panico, distraendo gli ufficiali di polizia lì presenti, proprio mentre l'uomo d'affari e altre persone infette sfondano le porte. Kat scappa in una tromba delle scale mentre l'uomo d'affari trova Molly su una sedia a rotelle e le violenta la ferita all'occhio, infettandola mentre Kevin si nasconde lì vicino. Jim scappa alla periferia della città, passando per scene di sadismo lungo la strada. Contatta Kat, che gli dice dove si trova. Mentre parlano, inizia a piangere e ad avere allucinazioni che una testa di manichino scartata sta leccando il suo sangue e sudore, segni che è infetto.
L'uomo d'affari continua a inseguire Kat attraverso i corridoi dell'ospedale, ma lei gli tende un'imboscata e gli schiaccia la testa con un estintore. Viene salvata da altre persone infette da Alan Wong, un medico che si è nascosto nel reparto maternità. Alan spiega che ha tentato di trovare la cura per il virus Alvin, che, nella sua forma mutata, collega le parti del cervello che controllano gli impulsi sessuali e l'aggressività. Teorizza che gli infetti piangono perché sono consapevoli delle cose terribili che fanno ma sono completamente incapaci di fermarsi, paragonandolo alla resistenza all'impulso di battere le palpebre. Quando Kat trova un bambino infetto in un bidone dei rifiuti medici, Alan le inietta il virus per vedere se è immune. Rivela di aver condotto test simili sui bambini abbandonati nel reparto, ma che tutti erano stati infettati, ed è stato costretto a sopprimerli. Dice che ucciderà Kat se si infetta, ma la risparmierà in caso contrario, poiché questo è un segno che la sua immunità è la chiave per fermare il virus.
Kat usa il telefono di Kevin per inviare un messaggio con la sua posizione a Jim, che è appena arrivato in ospedale. Quando non mostra sintomi del virus, Alan la libera e chiama un elicottero militare per scortarli entrambi in un luogo sicuro. La avverte che i soldati non la salveranno senza di lui. Mentre si dirigono verso il tetto, due persone infette li attaccano. Alan riesce a ucciderli ma viene ferito. Jim arriva, rivelando di essere infetto. Dopo una lotta, uccide il nuovo Alan infetto, che ammette con il suo ultimo respiro di essersi divertito a uccidere i bambini. Kat ruba le chiavi di Alan e chiude Jim fuori dalla tromba delle scale per il tetto. Jim le dice che essere infettata è meraviglioso e che non riesce a pensare a un atto più amorevole che mutilarla e ucciderla. Kat inizia a ridere istericamente, presumibilmente a causa del danno psicologico causato da ciò che ha vissuto, anche se viene anche lasciato intendere che non è immune e che è stata infettata. Fugge su per le scale e attraverso una porta che conduce al tetto. Mentre la porta si chiude dietro di lei, si sente il rumore di uno sparo automatico, il che implica che è morta. Ferito a morte da Alan, Jim si siede contro il cancello della tromba delle scale e muore con un sorriso sul volto.

## Produzione
The Sadness presenta la fotografia di Jie-Li Bai e venne girato con le telecamere "Monstro" del Red Digital Cinema con obiettivi Arri "Signature Prime". Le riprese principali durarono ventotto giorni.
Gli effetti speciali vennero realizzati da IF SFX Art Maker. La troupe degli effetti impiegò fino a tre mesi per produrre una serie di teste artificiali, (comprese alcune che potevano essere fatte esplodere o spruzzare sangue), protesi, organi e altri oggetti di scena. Lo scenografo Liu Chin-Fu supervisionò la scenografia, che comprendeva un vagone della metropolitana e un ospedale.

## Distribuzione
Il film uscì nelle sale taiwanesi il 22 gennaio 2021. Venne presentato in anteprima internazionale al 74 ° Festival internazionale del film di Locarno in Svizzera il 12 agosto 2021. È stato proiettato al 25 ° Fantasia International Film Festival a Montreal, in Canada, nell'agosto 2021, così come al Fantastic Fest ad Austin, in Texas, nel settembre 2021.
Raven Banner Entertainment ottenne i diritti di distribuzione mondiale del film.
Nell'aprile 2022, è stato confermato che il film sarebbe stato distribuito su Shudder, il 12 maggio 2022.
In Italia il film è stato distribuito direttamente in video da Midnight Factory.

## Accoglienza

### Risposta critica
The Sadness ha ricevuto un'accoglienza estremamente positiva dalla critica al momento dell'uscita. Il critic consensus di Rotten Tomatoes recita: "The Sadness è all'altezza del suo titolo con una fetta di orrore distopico spietatamente cupa - e nel complesso efficace".
Alex Saveliev di Film Threat assegna a The Sadness un punteggio di 10 su 10, definendolo "Una specie di genio, che si spinge avanti con una forza feroce, a tutto gas, abbracciando e ignorando le convenzioni". Saveliev ha elogiato lo stile del film, osservando che "è realizzato con finezza cinematografica, elegantemente strutturato, con una splendida colonna sonora elettronica che aiuta a guidare la narrazione. Risuonano ovvie allusioni all'attuale pandemia, evitando abilmente la trappola 'esagerata'." Han Cheung del Taipei Times ha definito il film una "festa cruenta prodotta in modo intelligente", sottolineando "l'azione frenetica e gli scavi non così sottili al governo e all'umanità" ma lamentando "la trama eccessivamente semplificata e la mancanza di attenzione alle sfumature della narrazione e dettagli".
Phuong Le di The Guardian ha dato al film 3/5 stelle, scrivendo: "Libero dalla necessità di precisare esplicitamente qualsiasi messaggio generale... The Sadness accentua la schifezza tattile del gore, utilizzando effetti pratici in un modo che ricorda il cinema exploitation di una volta". Ha criticato l'uso della violenza sessuale nel film definendolo "un passo falso desensibilizzante" e ha aggiunto: "Tuttavia, la sicura padronanza dello stile colloca Jabbaz come una nuova voce impressionante nel cinema dell'orrore".

### Riconoscimenti
Al Fantasia International Film Festival del 2021, The Sadness ha vinto il premio per il miglior film nel concorso New Flesh per le opere prime.
Fantastic Fest ha premiato The Sadness come miglior film e miglior regista nella sua competizione horror del 2021.